# Xã Cono, Quận Buchanan, Iowa
Xã Cono (tiếng Anh: Cono Township) là một xã thuộc quận Buchanan, tiểu bang Iowa, Hoa Kỳ. Năm 2010, dân số của xã này là 444 người.